# 미국 연방보안관

미국 연방보안관의 공식 문장

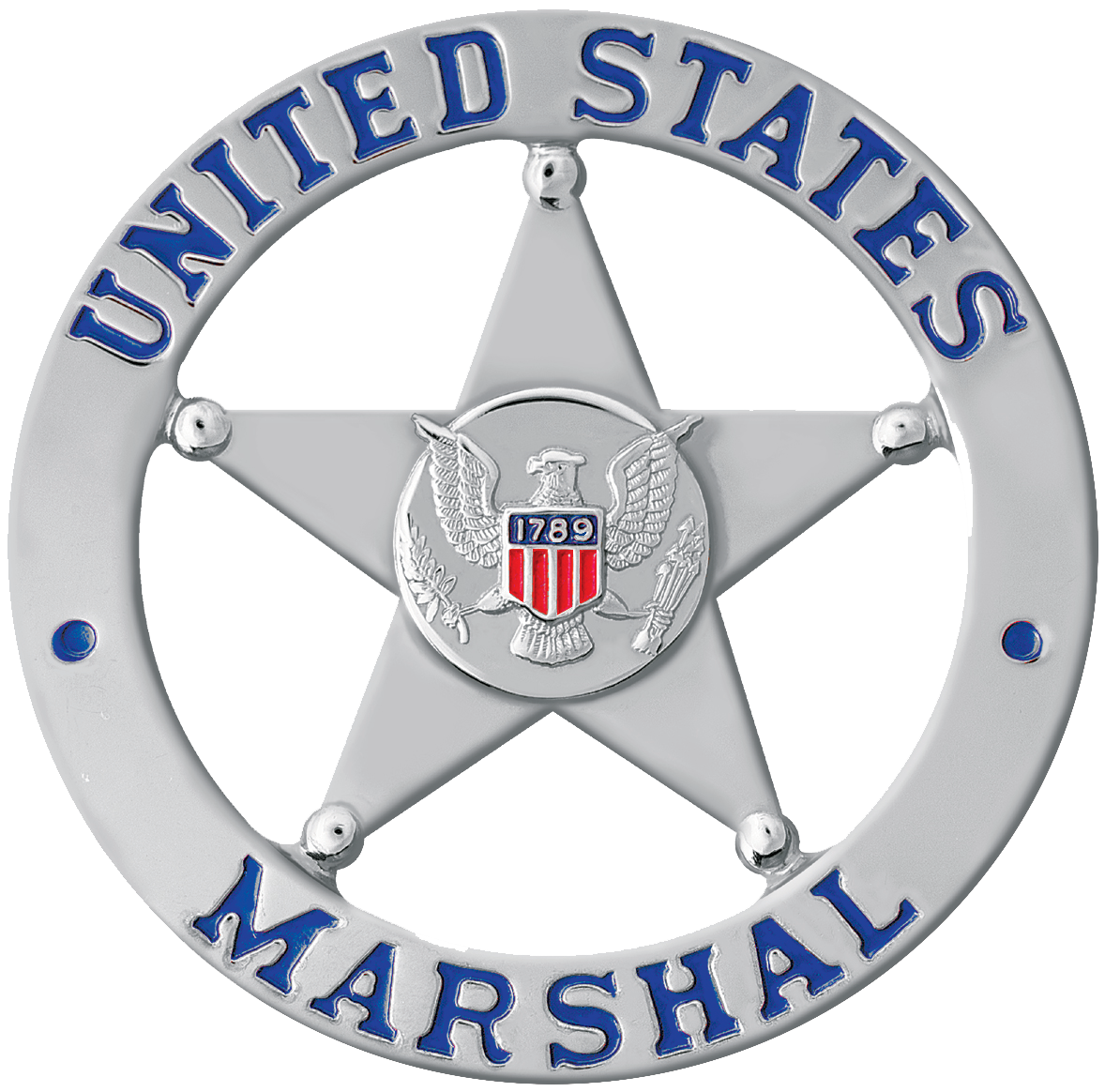
미국 연방보안관의 배지

미국 연방보안관(United States Marshals Service,이하 연방보안관)은 미 법무성의 법집행기관이다. 미국에서 가장 오래된 법집행기관이다. 연방보안관은 연방법원의 법집행을 위한 수단으로서 연방법원을 보호하고 사법 기능을 돕는다. 일종의 사법경찰이다.

## 역사
연방보안관과 연방보안관 대리는 1789년 첫 번째 의회에서 사법 법안을 근거로 처음 만들어졌다.

## 임무
지명수배된 도망자를 붙잡고, 연방 사법체계를 보호하며, 연방 죄수를 호송하고, 연방 증인을 보호하고, 범죄 기업에서 압류된 자산을 관리한다.

## 픽션 속의 연방보안관
- 사무엘 제라드(Jerad, Samuel) - 배우 토미 리 존스(Tomy Lee Jones), 영화 도망자(The Fugitive) (1993), 도망자 2(U.S. Marshal) (1998).
- 존 크루거(Kruger, John) — 배우 아널드 슈워제네거(Arnold Schwarzenegger), 영화 이레이저(Eraser) (1996).
- 캐리 스텟고(Stetko, Carrie) - 배우 케이트 베킨세일 (Kate Beckinsale) , 영화 화이트아웃 (whiteout) (2009).

## 같이 보기
- 법정경위